# PIK3CA
PIK3CA（phosphatidylinositol-4,5-bisphosphate 3-kinase catalytic subunit alpha）またはp110αは、クラスI PI3キナーゼの触媒サブユニットであり、ヒトではPIK3CA遺伝子にコードされる。

## 機能
クラスIのホスファチジルイノシトール-4,5-ビスリン酸 3-キナーゼ（PI3キナーゼ; PI3K）は、主に85 kDaの調節サブユニットと110 kDaの触媒サブユニットから構成される。PIK3CA遺伝子にコードされるタンパク質は、この触媒サブユニットとなる。このタンパク質は、ATPを利用してPtdIns、PtdIns4PとPtdIns(4,5)P2をリン酸化する。
p110αのヒトのがんへの関与に関する仮説は、1995年に提唱された。この仮説を支持するデータが遺伝的研究や機能研究から得られており、PIK3CA遺伝子にはヒトの腫瘍に共通して広くみられる活性化ミスセンス変異が発見されている。PIK3CAはがん遺伝子であり、子宮頸がんへの関与が示唆されている。PIK3CAの変異は乳がん患者の1/3以上にみられ、ルミナル型、HER2陽性型に多くみられる。これまでに、3つの変異ホットスポット（Glu542、Glu545、His1047）が広く報告されている。こうした変異は、非臨床データでは経路の頑強な活性化や一般的治療法への抵抗性との関係が示されているが、臨床データでは高レベルの活性化や予後不良との関係は示されていない。また、これらの変異がPI3K経路を標的とした医薬品に対する感受性の指標となるかは不明である。PIK3CAは腫瘍微小環境において、こうした治療法やPI3Kシグナル伝達経路に対して複雑な相互作用を行っている。

## 臨床的特徴
p110αはがんと関係しているため、適切な薬剤標的となる可能性がある。製薬企業では、p110αアイソフォーム特異的阻害剤の設計と特性解析が行われている。
特定のPIK3CA変異の存在は、大腸がんへのアスピリン治療に対する応答性の予測因子となる可能性がある。
PIK3CAの体細胞活性化変異は、クリッペル・トレノネー・ウェーバー症候群や血管奇形でもみられる。
PIK3CAと関連した、身体の一部の過成長（segmental overgrowth）には、巨脳症-毛細血管奇形症候群（MCAP）や片側巨脳症などの脳疾患が含まれる。また、CLOVES症候群や線維脂肪過形成（fibroadipose hyperplasia; FH）とも関係している。これらの疾患はヘテロ接合型変異（多くの場合体細胞モザイク）によって引き起こされる。

## 阻害
全てのPI3キナーゼはウォルトマンニンやLY294002によって阻害されるが、ホットスポット変異の位置によってはLY294002よりもウォルトマンニンの方が効率が高い。

## 薬理
2017年9月FDAは、少なくとも2種類の全身療法を受けた再発濾胞性リンパ腫（FL）の成人患者に対し、主にp110αとp110δを阻害するコパンリシブを承認した。

## 相互作用
p110αは次に挙げる因子と相互作用することが示されている。
- ARHGEF1（英語版）[23]
- ADAP1（英語版）[24]
- DGKZ（英語版）[25]
- HRAS（英語版）[26][27][28]
- Lck（英語版）[29][30]

## 関連文献
- “The phosphoinositide (PI) 3-kinase family”. Journal of Cell Science 116 (Pt 15):  3037–40. (August 2003). doi:10.1242/jcs.00609. PMID 12829733.
- “Mutations of PIK3CA in gastric adenocarcinoma”. BMC Cancer 5:  29. (March 2005). doi:10.1186/1471-2407-5-29. PMC 1079799. PMID 15784156.
- “The structure of a human p110alpha/p85alpha complex elucidates the effects of oncogenic PI3Kalpha mutations”. Science 318 (5857):  1744–8. (December 2007). Bibcode: 2007Sci...318.1744H. doi:10.1126/science.1150799. PMID 18079394.
- “The somatic mutation profiles of 2,433 breast cancers refines their genomic and transcriptomic landscapes”. Nature Communications 7:  11479. (May 2016). Bibcode: 2016NatCo...711479P. doi:10.1038/ncomms11479. PMC 4866047. PMID 27161491.